# دوغلاس بروس
دوغلاس بروس (بالإنجليزية: Douglas Bruce)‏ هو سياسي أمريكي، ولد في 26 أغسطس 1949 في لوس أنجلوس في الولايات المتحدة. حزبياً، نشط في الحزب الجمهوري. وقد انتخب عضو مجلس نواب كولورادو.